# Гольшанская, Мария Андреевна
Мария Андреевна Гольшанская (? — ум.после 1456) — литовско-русская княжна из рода Гольшанских. Жена Ильяша Мушати (с 1425), господаря молдавского с 1432 г.

## Биография
Мария была третьей младшею дочерью Андрея и Александры Гольшанской (Друцкой), сестра Василисы и Софьи.
В 1425 была выдана замуж за Ильяша Мушати, сына Александра I Доброго, молдавского господаря, правителя Молдавского княжества.
В этом браке родились:
- Роман II (1426—1448), господарь Молдавского княжества с 1447 года.
- Алексэндрел (1429—1455), господарь Молдавского княжества в в 1449, 1452—1454 и 1455 годах.